# 魯氏鰩
魯氏鰩（學名：Raja rouxi），為軟骨魚綱鰩目鰩科鰩屬的一種，分布於東大西洋茅利塔尼亞至幾內亞灣海域，深度可達200公尺，體長可達50公分，棲息在大陸棚及大陸坡上層海域，為底棲性魚類，肉食性，卵生，生活習性不明。